# Badía Bonilla
Badía Bonilla (1968) es una alpinista mexicana. De profesión nutricionista,
ha coronado la cumbre de 7 ochomiles: Cho Oyu, monte Everest, Shisha Pangma, Lhotse, Makalu, Gasherbrum II y Manaslu. Todas las ascensiones las ha realizado con su marido, Mauricio E. López Ahumada, y juntos forman «Una Pareja en Ascenso», un proyecto con el propósito de conseguir fondos para sus expediciones. También ha hollado otras cumbres, como el Aconcagua, el Imja Tse, el Monte Whitney o el Pico de Orizaba. En el año 2016 intentó el ascenso al K2 pero el mal tiempo lo impidió.
Es la mujer latinoamericana que más ocho miles ha ascendido y la primera en subir al Lhotse, Makalu y Gasherbrum II.